# Esther Safran Foer
Esther Safran Foer (* 17. März 1946 in Łódź) ist eine US-amerikanische Autorin und vormalige Geschäftsführerin des jüdischen Kulturzentrums Sixth & I Historic Synagogue in Washington, D.C.

## Biografie
Esther Safran, geboren 1946 im polnischen Łódź, ist die Tochter der Holocaust-Überlebenden Louis und Ethel Safran, die sich 1945 kennen lernten. Ihre ersten Lebensjahre verbrachte sie in einem hessischen DP-Lager in Ziegenhain (Schwalmstadt), dem heutigen Trutzhain, bevor die Familie 1949 in die USA auswanderte. Obwohl in Łódź geboren, stehen das Datum 8. September 1946 und der Ort Ziegenhain, in dem Familie im September 1946 ankam, als Geburtsdatum und Geburtsort in ihrer Geburtsurkunde.
Nach der Übersiedelung in die USA ließ sich die Familie in Washington, D.C. nieder. Fünf Jahre später, 1954, beging ihr Vater Suizid. Erst später erfuhr Esther Safran Foer, dass ihr Vater vor dem Krieg bereits eine Familie gehabt hatte. Seine erste Frau und die gemeinsame Tochter waren beide im Holocaust ermordet worden.
Esther Safran heiratete Albert Foer, einen Rechtsanwalt und Mitgründer des „American Antitrust Institute“. Sie haben drei Söhne: den Schriftsteller Jonathan Safran Foer und die Journalisten Franklin und Joshua Foer.
Esther Safran Foer arbeitete 1972 für den Präsidentschaftskandidaten George McGovern. 2002 gründete sie das Public-Relations-Unternehmen „FM Strategic Communications“ und war von 2007 bis 2016 Executive Director von „Sixth & I Historic Synagogue“.
2008 wurde Esther Safran Foer von der Zeitschrift The Forward zu den „Forward 50“ gerechnet. Das Magazin The Washingtonian zählte sie 2015 zu den „Most Powerful Women in Washington“.

2020 veröffentlichte sie ihre Erinnerungen „Ihr sollt wissen, dass wir noch da sind“ (englisches Original: I Want You To Know We’re Still Here). Darin beschreibt sie ihre Suche nach der ersten Frau und Tochter ihres Vaters, die beide im Holocaust umkamen. Das Buch steht in enger Beziehung zum ersten Roman ihres Sohnes Jonathan, Alles ist erleuchtet:
„Hat es das schon einmal gegeben? Ein junger Autor sorgt mit einem Roman über die Lücken in seiner Familiengeschichte für Furore, und dann kommt seine Mutter und recherchiert alles nach? So ungefähr hängen zwei Bücher von Jonathan und Esther Safran Foer zusammen. Ohne das eine würde es das andere nicht geben. Und vermutlich wäre Jonathan Safran Foer nicht der berühmte Schriftsteller geworden, der er heute ist […], hätte er nicht als Erstes das Rätsel zu ergründen versucht, das seine Mutter ihm aufgab. Ursprünglich suchte er ein Thema für seine Masterarbeit, dann wurde es ein Roman.“
Dieser Roman Jonathan Safran Foer fand nun seine Ergänzung in dem Buch seiner Mutter. Nach Geißler handelt es sich dabei um eine faktenreiche Recherche über die eigene Familiengeschichte und die Geschichte der Juden von Trochenbrod, „klug gebaut und klar formuliert“, wobei aufgrund der subjektiven Deutung dieser Fakten „auch dieses Memoir ein literarisches Werk“ sei.

## Werke
- dt.: Ihr sollt wissen, dass wir noch da sind. Übersetzt von Tobias Schnettler. Kiepenheuer&Witsch, Köln 2020, ISBN 978-3-462-05222-0